# Duff McKagan
Michael Andrew (Duff) McKagan (Seattle, 5 februari 1964) is een Amerikaanse muzikant. Hij richtte in 1999 de band Loaded op, in 2002 Velvet Revolver en werd in 2016 opnieuw lid van Guns N' Roses, waar hij van 1985 tot en met 1997 ook deel van uitmaakte.

## Discografie
Studioalbums
- Believe in Me (1993)
- Tenderness (2019)
- Lighthouse (2023)

Niet-uitgebrachte albums
- Beautiful Disease (1999)

Met Guns N' Roses
- Appetite for Destruction (1987)
- G N' R Lies (1988)
- Use Your Illusion I (1991)
- Use Your Illusion II (1991)
- "The Spaghetti Incident?" (1993)

Met Loaded
- Dark Days (2001)
- Sick (2009)
- The Taking (2011)

Met Velvet Revolver
- Contraband (2004)
- Libertad (2007)

Met Walking Papers
- Walking Papers (2013)

## Carrière als muzikant
Voordat McKagan bij Guns N' Roses begon, speelde hij in tal van andere bands, waaronder The Fastbacks, The Fartz, en 10 Minute Warning. Via een advertentie in de krant ontmoette hij gitarist Slash en drummer Steven Adler van de groep Road Crew. In 1985 vormde hij met hen en met zanger Axl Rose en gitarist Izzy Stradlin de originele bezetting van Guns N' Roses, met wie hij wereldwijd succes behaalde in de late jaren 80 en vroege jaren 90.
In 1993 begon McKagan aan zijn solocarrière, wat resulteerde in het album Believe in Me. Hij speelde in de jaren 90 eveneens in Neurotic Outsiders en in de herenigde 10 Minute Warning, met wisselend succes. In 1997 verliet McKagan als laatste originele lid Guns N' Roses nadat ook alle andere leden de groep hadden verlaten, omdat ze ofwel ontslagen waren door Axl Rose ofwel meningsverschillen met hem hadden.
In 1999 richtte McKagan zijn eigen band Loaded op, waarin hij leadzanger en slaggitarist is. Met deze band bracht hij drie studio-albums uit, Dark Days (2001), Sick (2009), en The Taking (2011).
Sinds 2002 speelt McKagan met zijn Guns N' Roses collega's Slash en drummer Matt Sorum in de supergroep Velvet Revolver. Met Loaded gitarist Dave Kushner en Stone Temple Pilots zanger Scott Weiland brachten zij twee albums uit, Contraband (2004) en Libertad (2007). Sinds Weiland in 2008 door de band werd ontslagen wegens excessief drugsgebruik, is de groep inactief. Op 3 december 2015 werd Weiland tijdens een tour met The Wildabouts dood aangetroffen in de tourbus. Hij zou zijn overleden in zijn slaap
McKagan schrijft wekelijkse columns voor Seattle Weekly.com, Playboy.com, en ESPN.com. Zijn autobiografie, It's So Easy (And Other Lies), werd in 2011 uitgebracht.
In 2012 vormde hij samen met o.a. leden van The Missionary Position de band Walking Papers waarmee hij het debuutalbum met dezelfde titel uitbracht in 2013. Tevens toerde hij met hun in het zelfde jaar met o.a. een optreden in 013 in Tilburg. 

### Invloeden
Aan McKagans manier van spelen is te zien dat hij vooral geïnspireerd is door punk; zijn basgitaar hangt vrij laag en hij speelt met een plectrum voor het harde punkgeluid. Hij is een grote fan van Sid Vicious van The Sex Pistols. Als ode aan Vicious droeg McKagan jarenlang een hangslot om zijn nek.
Op het oog minder opvallend, maar voor de aandachtige luisteraar hoorbaar is dat hij ook beïnvloed is door funk en dat hij een grote fan van Prince is, zoals hij zelf ook aangeeft in een interview voor de Broken Record podcast.

## Privéleven
McKagan trouwde in mei 1988 met zijn eerste vrouw, Mandy Brixx; het paar scheidde in april 1990. Hij hertrouwde in september 1992 met Linda Johnson, maar ook dat huwelijk eindigde in een scheiding in september 1995. In augustus 1999 trouwde McKagan met zijn huidige vrouw, het voormalig model Susan Holmes. Het paar heeft twee dochters, Grace (geboren 27 augustus 1997) en Mae Marie (geboren 16 juli 2000). McKagan en zijn gezin wonen in Seattle, Washington. Samen waren ze te zien in de tv-realiteitsserie Married to rock die werd uitgezonden door E!.